# Миколаївська церква (Лютенька)
Миколаївська церква – дерев’яний храм що існував на території села Лютенька приблизно із 1700 до 1930-х років.

## Розташування
Церква побудована в центрі села Лютенька на правому березі річки Лютенька. Станом на 2019 рік територія належить Лютенській ЗОШ І-ІІІ ст. ім. М. В. Величая.

## Історія
Час будівництва найдавнішої відомої церкви в ім’я св. Миколая в сотенному містечку Лютенька Гадяцького полку (нині Гадяцького району) невідомий. Найдавніша письмова згадка про її існування датувалася 1742, про це свідчили метричні книги, які зберігалися в храмі на поч. 20 ст. Це була дерев’яна, п’ятибанна, тривівтарна церква. Бокові вівтарі були освячені на честь Покрови Пресвятої Богородиці та святого великомученика Пантелеймона. 1790 з дозволу київського митрополита Самуїла (Миславського) церкву перебудували, 1893 поставили на мурований цоколь і прибудували дерев’яну дзвіницю. 
У 1902 володіла 180 кв. саж. церковної землі під погостом, 4 дес. 809 кв. саж. орної, 40 дес. ружної землі. Мала муровану церковну сторожку. Діяли: у парафії – школа грамоти, церковнопарафіяльна школа (містилася у власному будинку), церковнопарафіяльне попечительство. 1902 парафіян – 1608 душ чоловічої, 1538 душ жіночої статі; 1912 парафіян привілейованих станів – 23, міщан – 81, козаків – 2155, селян – 656.
У книзі Грановського «Полтавская єпархия в ея прошлом и настоящем» читаємо: «…церковь деревяная на каменном фундаменте в одной связи с такой же колокольней... Земли церковной 180кв. сажен , пахотной –4дес.809кв.саж., ружной –40дес. … Судя по тому, что при ней метрики ведуться с 1742 года, нужно думать , что церковь существовала уже в то время. В 1790г. по дозволению митрополита Самуила церковь была перестроена. Теперешняя церковь трехпрестольная. Пределы во имя Покрова Пресвятой Богородицы и великомученика Пантелимона. При церкви также есть приписная кладбищенская церковь Усекновения Главы Иоанна Предтечи, устроенная в 1765 году , по дозволению митрополита Гавриила за подписью которого был выдан и святой антиминс в 1775г., а в 1884г. перестроено.»
В журналі "Полтавскіе епархіальніе веѣдомости" за 1896 рік: Полтавской духовной Консисторіей выданы сборныя книги для сбора доброхотныхъ пожертвованій въ предѣлахъ Полтавской епархіи въ теченіе одного года "1896 годі, августа 8 дня, за № 11387, на имя козака Епифана Ивановича Гавриленко, на окончательное устройство Николаевской ц. м. Лютеньки, Гадячскаго у.".
14-го листопада 1900 року в м. Лютеньці в Миколаївському приході, була освячена нова будівля для церковно-приходьської школи.
При церкві діяла церковна школа. В 1902г. вчителем був Примєркін Володимир, син священника, який закінчив курси Лубенської братської вчительської школи.
Зруйнована радянською владою 1920-1930-х роках.
Дійсні члени Православної спілки Полтавського відділення, які приписані до Миколаївської церкви (1898): священник Іоан Д'яконенко, козак Іван Максимович Скаженик, церковний староста, козак Павло Никифорович Устян, козак Федір Никифорович Христовий.

## Клірики
Відомі: Василь Левенець, Леонтій Зеленовський (1786), Матвій Ренецький (1792), Михайло Петрашевський (1811),Пантелеймон Д'яконенко - 1817 р.н. (1865), Андрій Яновський (1866) Іоанн Пантелеймонович Діаконенко (1898, 1902, 1912, у сані священика з 1886, нагороджений набедреником 1892);

###### Псаломщики(дяки, поломарі)
Дмитро Кондратович (1865), Павло Рогозянський (1865), Константин Тимошевський(1902), вчитель церковної школи Опанас Кацюба(1902),Володимир Васильович Прилипкін (1902, на посаді з 1901), Федір Миколайович Білик (1902, на посаді з 1901), Стефан Іоаннович Євфимович (1912), Євдоким Олексійович Прокопенко (1912), Олександр Петрович Тарасевич (позаштатний 1902, 1912),Олександр Скитський(до 1902), Віталій Григорович Кирієв (позаштатний 1902);

###### Церковні старости.
Відставний унтер-офіцер Міщенко Стефан(1866), козак Скаженик Максим Петрович (1871-1874), козак Устян Павло Никифорович(1894),селянин Козик Яків (1902), козак Скаженик Трохим Максимович(1912).